# 西港刈香
西港香是由西港玉勅慶安宮主辦的「香醮合一」宗教活動:218:32，又稱「西港仔刈香」、「西港仔香」:224。該活動是在每逢丑、辰、未、戌年的農曆四月舉行，但確切的日期則依神明指示，也就是所謂的「定期不定日」:250。
而起源可追溯到由八份姑媽宮舉辦的請水遶境活動，早期僅有到西港八份下宅仔「十八欉榕凹湖」處請水繞境:187。後來因曾文溪大水導致該廟香火沒落，改由西港慶安宮接手主辦，到了道光廿七年（1847年）慶安宮重修落成後始有王醮:188:28。咸豐六年（1856年）起，改到鹿耳門媽祖廟請水:188。鹿耳門媽祖廟毀於洪水後，改到鹿耳門溪請水:188。昭和十五年（1940年），慶安宮將請水地點改為土城保安宮（今正統鹿耳門聖母廟），並請鹿耳門文舘媽祖回西港鑑醮看熱鬧，直到民國47年（1958年）同時邀請北港朝天宮媽祖，導致發生主壇之爭，雙方因而斷香:189。民國53年（1964年）起，西港香改到媽祖宮鹿耳門天后宮「請媽祖」:46。該活動原本只是西港仔堡一帶的宗教活動，後來發展成跨區域的大型活動:224。

## 沿革
依照黃文博的分法，將西港香的演變過程分成七個階段:224:36。分別是「姑媽宮請水時期」、「慶安宮曾文溪請水時期」、「慶安宮香醮請水時期」、「慶安宮媽祖宮請水時期」、「慶安宮往鹿耳門請水時期」、「慶安宮往土城仔（正統鹿耳門聖母廟）請媽祖時期」、「慶安宮往天后宮（鹿耳門天后宮）請水時期」，而前兩個階段是屬於傳說階段:224、225:36。又有說法認為西港香的起源是道光廿七年（1847年），因有王船漂到南海埔（今西港區南海里），後來因慶安宮重修而決定在該年建醮:224:294、301。
而西港香的香境規模最初只有十三庄，後來逐漸增加:226。1988年已有「78村鄉」，1991年增加到「90村鄉」，後來又變成「96村鄉」:46。

### 姑媽宮時期
西港香的起源，據說是在乾隆四十九年（1784年）時，有姑媽宮陳姓居民在曾文溪「十八欉榕凹湖仔」處發現一艘王船，之後居民將王船迎回，並進行遶境活動，之後更決定每三年舉行一次:226:36:8。這次遶境也就是首次的西港香甲辰科:32，參與聚落含姑媽宮在內共有13個:226:36:8。而姑媽宮所迎回的王船，據傳是安定區蘇厝長興宮所流放:226:36:8。此時期的活動主要是遶境和前往發現王船的「十八欉榕凹湖仔」請水而已:36。
而在首科之後，請水遶境的規模逐漸變大，先是增加成24個聚落，再增加到36個聚落:226:38。然而道光三年（1823年）七月曾文溪大水，重創八份姑媽宮一帶，該廟的「下馬樟牌」被沖走，香火也因災中落，無力負擔儀式:226:38。最後各庄代表擲筊請求神示後，同意由西港慶安宮接辦請水遶境，於是此後該儀式便由慶安宮主辦:226:38。
而雖然八份姑媽宮不再是主辦廟宇，但在西港刈香中仍有一定地位:40。從民國83年（1994年）甲戌香科起，八份姑媽宮有不必抽轎號（固定6號轎）和可以直接進入衙門參拜的禮遇:40。民國89年（2000年）庚辰香科，慶安宮首次迎請八份姑媽宮仙姑娘媽返廟鑑醮，之後成為慣例:40。而原「13庄」的文武陣頭在前往慶安宮「開館」前，也會到姑媽宮參禮:40。

### 慶安宮時期
西港慶安宮是在八份姑媽宮遭遇大水後才開始接辦儀式，但確切的接辦時間卻有兩種看法。一般說法是自道光三年（1823年）癸未科開始，但也有從道光六年（1826年）丙戌科才開始的說法。另外據說是道光廿七年（1847年）慶安宮重修落成舉行慶成王醮後，儀式活動才變成「香醮合一」的狀態:228:40。

#### 請水
西港慶安宮接辦刈香後，仍繼續請水遶境活動，並在道光廿七年（1847年）加入「王醮」儀式:228:40。後來大約是在咸豐六年（1856年）的第25科，慶安宮將請水地點從原本的「十八欉榕凹湖仔」改成北汕尾鹿耳門媽祖宮（天后宮）:232:41。顯示慶安宮已經掌握了刈香活動主導權，西港香的影響範圍也往西擴展:232。而其理由可能是因為慶安宮天上聖母分靈自鹿耳門，或是要回應慶安宮天上聖母實為姑媽宮仙姑娘媽的傳言:41、42。
然而因為同治十年七月廿八日（1871年9月12日）鹿耳門媽祖宮被大水沖毀，刈香活動改成在舊廟址水路（鹿耳門溪）請水:232:42、43。而在到鹿耳門溪請水的時期，西港香的參與聚落擴張成了所謂的「七十二庄」，實際的大小聚落約有77個:232:43。

#### 請媽祖
昭和十五年（1940年），因為感覺前往鹿耳門溪請水交通不便，且剛好受到土城仔邀請，於是改成到土城仔保安宮（今正統鹿耳門聖母廟）請媽祖到西港建醮看熱鬧，並奉為主壇:233:44。然而在民國47年（1958年），因為慶安宮同時請來「土城仔媽」與「北港媽」，且將北港媽奉於上位，導致土城仔不滿，兩地因而斷香:233:44。根據林森澤〈周牛先生訪問稿〉（1988年）的說法，當時之所以會請北港媽來，是總裁郭泰山所提議，為的是希望增添一處交誼廟，並藉北港媽的名聲來對官廳產生影響:337:45、46。而由於北港媽是遠來貴賓，遂奉於頂桌上位:337:46。而土城媽之所以在下桌，則是因慶安宮會計李長榮的建議:337:46。他認為土城媽每天要恭請出香，安奉在下桌進出較為方便:337:46。然而土城仔神轎出香回來見到北港媽在上桌，土城仔的信徒大為不滿，揚言不再參與西港香:337:46。之後該科結束後，慶安宮人士前往土城仔致歉，但並不為當地人士所接受:338:46。
而在下一科（1961年），土城正統鹿耳門聖母廟遂自行舉辦首科土城香:318，慶安宮則改去舊廟地請水:46。再下一科（1964年），西港香遂改至媽祖宮里鹿耳門天后宮請媽祖:46。而後西港香的規模仍逐漸擴大，陸續演變成「78村鄉」（1988年）、「90村鄉」（1991年）、「96村鄉」（2012年）:46。

## 儀式
「西港仔香」主要內容分「刈香繞境」及「王醮」兩部份，故稱之為「香醮合一」:62:9。刈香繞境又細分成南下臺南府城一帶的「南巡」、前往鹿耳門天后宮的「請媽祖」，和一連三天的轄域遶境:62:9。黃文博《西港刈香》一書將西港香的內容分成四大面向，分別是「序曲」（「落廟」到造船）、「陣頭」（入館到謝館）、「刈香」（南巡到3日香）、「王醮」（從請王到送王）:62。

### 準備期
西港香的第一個步驟稱為「落廟」，於每科前一年正月初九（天公生）舉行，是各村鄉代表齊聚慶安宮的聯席會議:64:12。主要是檢討前一科的舉辦情形並徵詢對下一科的意見，各村鄉是否繼續參加也是在此時決定:64:12。之後若再舉行第二次聯席會議，則會在香科舉辦當年的正月初九舉行:64。
「落廟」之後，會在四月十五日千歲爺聖誕時「杯（桮）選主會」:64:12。西港香有所謂的「五主會」，指的是「主會首」、「副會首」、「協會首」、「都會首」、「讚會首」:64:12。這些會首是境內信徒參與王醮的代表，和道士團密切配合，參與各項儀式:64:12。而會首限定由慶安宮「五角頭」信徒擔任，每個角頭會派一名代表參加「評桮」，在經過3次循環擲筊（跋杯）後，依照允杯（允筊、聖筊）總和數依序擔任主會首到讚會首的職位:64:12。
而在香科前一年會舉行「擇日」，確定各項儀式進行的日子:65:13。而在選好日子後，會在慶安宮神前「覆桮」確認:65。從清末開始，歷科負責擇日的是七股竹仔港黃家，從初代黃養到2009年接手的黃文隆已傳了五代:65。擇日又分成兩次，第一次是從「取『舟參』」到「造王船」的日期，第二次是「王船進水出澳」到「謝燈篙」的日期:65。另外傳說因慶安宮在鯉魚穴，鯉魚需水，醮期必須擇在有雨之日:65。

#### 「舟參」船儀式
香科前一年會有「『舟參』船儀式」，分成「揣寶『舟參』」（尋「舟參」）、「定寶『舟參』」、「取寶『舟參』」、「造寶『舟參』」、「請寶『舟參』」、「安寶『舟參』」六個階段:68。王船龍骨（「舟參」）尺寸依各科有不同規定，分別是丑年9尺6寸、辰年9尺6寸4、未年9尺6寸8、戌年9尺7寸2:68。「揣寶『舟參』」是在香境各處尋找合適的枝幹並加以編號，歷來多使用榕樹:69:15。之後「定寶『舟參』」，依照擲筊（跋桮、卜杯）結果選定要用的枝幹，然後慶安宮人員會擇日前往當地廟宇上香致意，並攜帶紅綵前去繫在枝幹上作記號:69:15。「取寶『舟參』」則是指將枝幹取回，此一階段相當重要，還會有友宮派香陣來襄贊:70:15。當日會先往「寶『舟參』」所在地廟宇上香，然後在臨時祭壇祭告眾神與樹神:70。良時一到，便開始砍下枝幹，由香陣開路送回王船廠供奉:70。
將「寶『舟參』」運回王船廠後，接下來的步驟便是「造寶『舟參』」:71:15。早期多是在王船廠內直接刨製，但後來有幾科因材料太大，「開斧」之後送到工廠處理後再送回王船廠:71:15。刨製後的「寶『舟參』」會供奉在王船廠內，並漆上紅漆，求大吉大利:71。接下來的步驟是「請寶『舟參』」，為整個「『舟參』船儀式」中最盛大的活動:72，通常在香科前一年十月於南海埔王船地舉行:15。儀式時會將「寶『舟參』」運到王船地，由道士團舉行迎請儀式，替「寶『舟參』」開光點眼:72:15。隨後也會迎請王船相關的神靈，在其紙糊神像上開光:73:15。其開光順序是總趕公、廠官爺、王船媽祖、天兵天將:73。「請寶『舟參』」，隨即便是「安寶『舟參』」，是將「寶『舟參』」與神靈安置於王船廠與神殿的儀式:74:15。
另外有一「合『舟參』底」（合「舟參」）的儀式，是將慶安宮執事人員與五主會奉獻之龍銀（現為硬幣）放入「寶『舟參』」前後兩端鑽好的孔洞中，目的是為王船添載並祈求福財:75:15。
而因為代天巡狩的「先遣部隊」已被迎請，故在「請寶『舟參』」後每晚各更會「打更鼓」，持續到「送王」為止:77。「打更鼓」有表示王爺官將兵卒會夜巡庄境，同時告知信徒王船祭典到了的意思:77。這段期間每天日落時會升起「媽祖旗」，之後每更打鼓，每點（24分鐘）敲鑼:77。不過確切的執行時間是「頭更三點鑼起，尾更三點鑼止」，另外「換更」時會放鞭炮昭示，但只在頭更、二更、五更（尾更）執行，其餘換更是用「文武鼓」:77。

#### 造王船

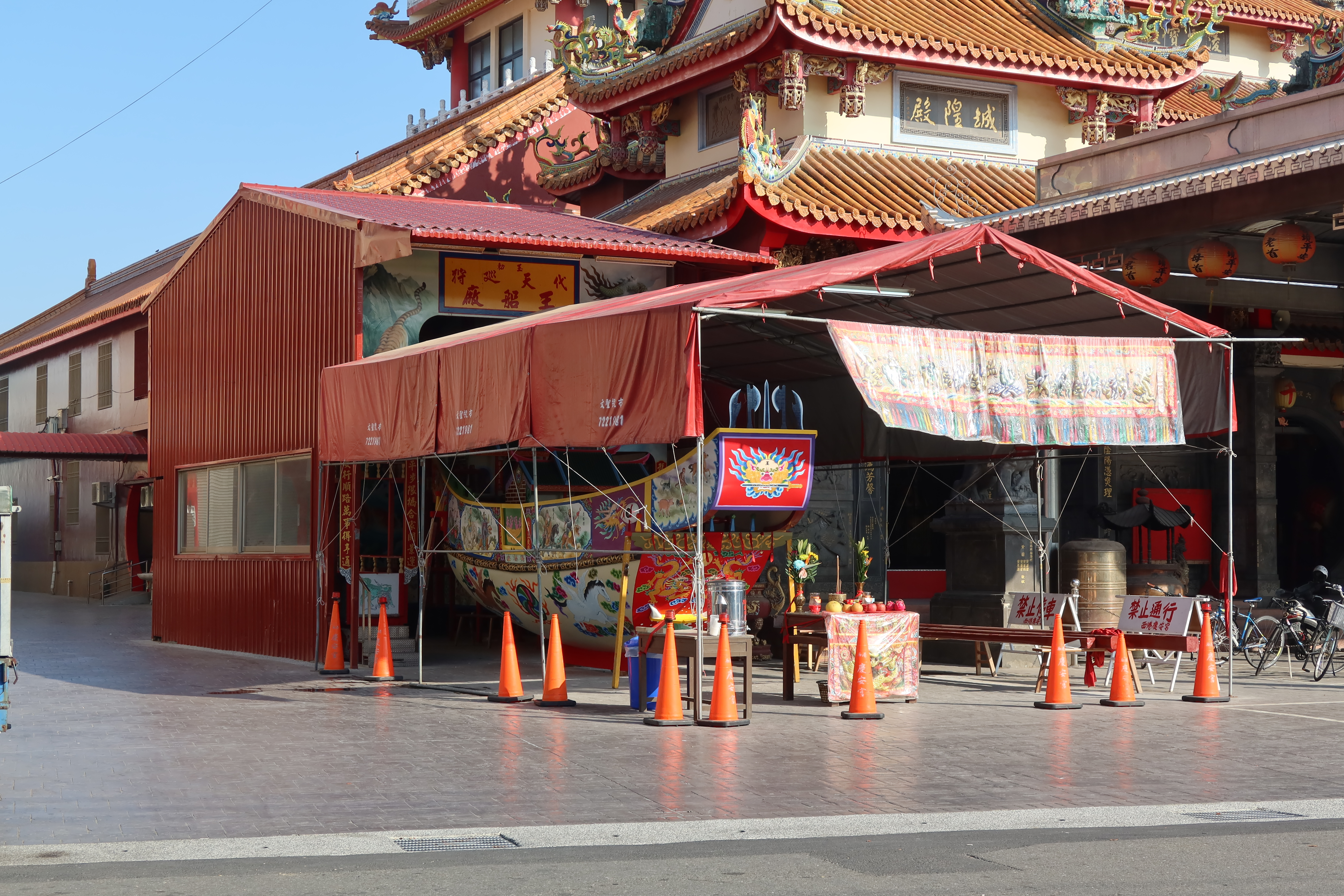
西港慶安宮王船廠與王船（2024年甲辰科）

王船的製作，可分成木工與彩繪兩部分:77:16。木工部分包括骨架、船堵坊、甲板、絞車、王爺廳、媽祖廳的製作搭建，慶安宮自1985年起禮聘高雄茄萣的王船師傅林良泰來負責此項工作:77。另外造船期間，還會舉行「安樑頭」、「安崁巾」、「安龍目」、「王船出澳」等儀式:80。
安樑頭又稱安龍頭，會在船首（樑頭）吊掛12條五色線，每條線還會繫有3枚銅錢，有招財進寶、平安發財之意:82。另外還會在船上雙龍圖案中央放上一面銅製「獸面鏡」，除形成「雙龍爭珠」的構圖，還有照妖辟邪的用途:82。而安崁巾則是在獸面鏡上再覆蓋方形紅布，有抑制「兇」氣、增加喜氣的意思:82。安龍目則是在王船前方兩側釘上龍目，再用淨爐薰之，使王船開目顯靈:82。傳統釘法是從船內往外釘，現在則大多直接從外往內釘:82。另外在安龍目時，會將水從上方淋在龍目上，流下來的水便是「龍目水」，會放在王船廠旁供人乞用:84。
王船出澳即相當於新船的下水典禮，會先「徛桅」（豎起前中後三支船桅）、「蓋帆」（升起船帆），再於王船周遭潑水，象徵開水路:84。之後會將王船送到停泊地「拋碇」（拋錨），會將前後「碇齒」浸在盛水容器中，表示王船暫泊之意:87。而後王船便開放信徒「添載」（米包、糖包、柴包、紙錢等等），以使王船能滿載出航:87。而慶安宮也會在王船廠內設「七星平安橋」讓信眾改運:87。

#### 旗牌官、王船神職人員
香科當年的正月十五（元宵），會擲筊選出「旗牌官」、「王船長」、「大副」、「二副」等神職人員:66:20。擲筊方式採3循環，聖筊總和最多者當選:66:20。旗牌官隸屬於中軍爺，在香期內會持捧「中軍爺令」騎馬巡視各村鄉:66:20。旗牌官的「添油標準」為新臺幣86萬，但多半都會捐100萬湊整數:66。另外旗牌官的蟒袍、頂戴、師爺禮服等會由慶安宮提供，但朝珠、靴子和馬匹要自備，並要雇請兵勇至少16人（兵勇「排班」武器及食宿會由慶安宮安排準備）:66。另外旗牌官在香科中可擇時回家「徛旗祭祖」，並在醮後將中軍令奉回鎮宅:66。
王船長、大副、二副在送王時，會在王船上指揮「陸路行舟」，且沿途拋撒紙錢供人撿拾:67。而各職的「添油標準」則是王船長20萬、大副12萬、二副8萬:67。

#### 起造王府、鑑醮
香科年的農曆二月到四月間，慶安宮會擇期起造王府，將原本的大殿改為王爺辦公、起居之處，並在拜亭搭建衙門（行臺）、東西轅門:88:21。此外還會擇期「徛燈篙」（豎立燈篙），邀請上界、四方眾神前來，並招引各方孤魂參加普施:88:21。
此一時期也會舉行鑑醮，是指邀請各方神明或神物蒞臨共襄盛舉:88。而西港香中參與鑑醮的除了神像之外，還有慶安宮分祀出去的王令與「鯉魚公」:88。在鑑醮的同時，慶安宮聘請的師傅會維修這些神物:88。
另外從2000年開始，慶安宮會迎請八份姑媽宮的鄞仙姑前來鑑醮，以示飲水思源:88。而原本是以轎車迎請，2012年首次改用大轎，但神轎與轎夫是八份姑媽宮負責:90。

### 刈香與王醮
96村鄉的遶境，並非都在三天香期內完成，一部分是在「南巡」與「請媽祖」期間完成:22。因此廣義的西港香是包括南巡、請媽祖與3日香，狹義者才僅指3日香的部分:125。

#### 南巡
南巡大約是在3日香半個月之前舉行，是含有請神、謁祖、遶境等目地的活動:22。南巡的由來，據說是因為慶安宮原本以南海埔城隍境主為主神，故每科刈香之前會先到臺南府城隍廟謁祖:125:22。約是在1970年代，在往來府城隍廟中加入了千歲爺遶境的活動，而演變成「南巡」:22。最初僅是慶安宮五角頭參與的活動，但後來開始加入其他庄頭的陣轎:128:22。
南巡活動為期一天，而第一站是先往北到佳里青龍宮迎請保生大帝:125:22。青龍宮保生大帝是千歲爺的隨陣醫神，在王府內也有專屬座位，習俗由來可追溯到姑媽宮13庄時期:125:22。過去該廟位在西港的土庫（頭庫），由土庫及打鐵庄共祀，然而日治時期兩庄散庄，土庫青龍宮更在1926年傾倒:126、127:22。之後青龍宮保生大帝寄祀在慶安宮內，直到原來的土庫庄民在佳里三五甲西邊定居後，才重建青龍宮並迎回保生大帝:127:22。迎請保生大帝之後，才往臺南府城隍廟出發，主要活動範圍是臺南市區，旁及仁德、新市:125。

#### 請王、請媽祖
自1997年開始，請王均在請媽祖的前一天的傍晚舉行:168。在請王之前，道士團會先設置法場、焚油淨殿:167。請王的地點在南海埔「王船地」，道長會在那裡舉行開光儀式，為王爺與紙糊兵馬開光:168:24。擲筊確認眾神降臨後，眾人會將之恭迎王府安奉:168:24。另外在請王之後會舉行「火醮」，請求「火王」驅逐醮域內的火鬼，主要的程序有火王開光、驅逐火疫、恭送火王:170。
請媽祖是從最早的請水儀式演變而來，有飲水思源之意，原本是只是由慶安宮五角頭參與的活動:130。但從1940年開始請媽祖後，參與的香陣逐漸增加，後來規模已跟3日香不相上下:130:26。因請媽祖在3日香前一天，已可算是「4日香」，但可能因忌諱「4」，故仍稱3日香:26。請媽祖的香路，是從慶安宮出發，跨越曾文溪之後向西，約在午前抵達媽祖宮里（媽祖宮仔）的鹿耳門天后宮請媽祖:131。回程向北跨越曾文溪到七股區，沿途遶境，返回慶安宮:131。而由於香路頗長，所以出香的時間是從凌晨4點開始:131，且採「入庄步行、出庄車行」的方式:138。通常等到保生大帝轎、代天巡狩轎、天上聖母轎返回慶安宮安座後，已是凌晨2點左右:144。

#### 刈香遶境
3天的刈香遶境簡稱3日香，是西港香活動的主軸:144。基本程序是從「請旨領令」、「拜廟出香」開始，之後會依照路關圖「出巡遶境」，最後回到慶安宮「入廟繳令」:144。而在這三天中，乘坐代天巡狩轎的神明均不同，第一天是二千歲與作陪的二城隍境主，第二天是三千歲與作陪的三城隍境主，第三天是大千歲與作陪的大城隍境主:146。另外在王轎出香的迎送禮中，會有「掛枷」的信徒，表示是有罪之身:150。往昔他們會隨著王轎出巡，但現代則只行送行之禮，之後回王府取下，等王轎要入廟時才又掛上魚枷恭迎王轎，並在日廟後取下魚枷:154。此一儀式重複3天後，才算是贖罪完成:154。而通常是在每天凌晨5點先鋒領令，6點時王轎才正式起駕:154。
3日香每天的香路與蜈蚣陣裝閣題材都有所不同:155。第一天的香路是慶安宮西北庄頭為主，蜈蚣陣戲齣是「薛仁貴征東」:155。第二天的香路是西南庄頭，蜈蚣陣戲齣是「薛丁山征西」:155、158。第三天的香路是東北庄頭，蜈蚣陣戲齣是「羅通掃北」:155、159。3日香也是採取「入庄步行、出庄車行」的方式，只有百足真人蜈蚣陣是完全步行:159、160。
而每天遶境結束之後，各香陣都得要回到慶安宮入廟，再返回各自庄頭:164。另外有請旨領令的掛帥宮廟，還要「繳旨、繳令、繳大旗」，押陣三轎（保生大帝轎、代天巡狩轎、天上聖母轎）還有「落轎」安座之禮:164。而隨著刈香進行，第一天約在午夜11點完成，第二天則在凌晨1點左右，第三天則到凌晨4點:164。而之所以時間會越變越晚，除了香路遠近外，主要是第三天開放各庄各廟陣頭、神轎進入衙門，且各庄各廟接受結綵披紅的關係:165。另外掛帥諸廟在第三天不用繳回王令，而是迎回各廟，到下一科才「繳舊令、領新令」:166。

#### 王醮
西港香的三朝王醮在3日香第一天的凌晨開始:172。每天道士要進王府三次，朝覲代天巡狩，報告醮典功果與相關情況:34。而王醮所出的福章，也要送進王府由代天巡狩親閱、王府正案代為圈點（稱作「進榜」）後，才能對外張貼:34。第一天主要的儀式有豎立天旗、懸掛金榜、分燈捲簾、勅水禁壇:172─175。第二天主要的儀式是燃放水燈，第三天則是登臺拜表、通誠正醮:172─180。
豎立天旗是升高天旗、天燈、七星燈、會首燈，布置平安軍，向神祇與孤魂野鬼表明道場所在，共同享受醮典功果:172。懸掛金榜則是於醮壇樓下前面張貼「靈寶六師府」、「北極四聖府」、「三界萬靈府」、「勅封境主尊神」四張榜文，以通告人鬼神三界醮祭的相關訊息:174。分燈捲簾又可細分成「分燈光真」、「捲簾覲帝」、「鳴金戛玉」步驟，是要為蒼生分燈延壽，祈請玉帝賜福，並敲鐘擊磬求陰陽交合進而消災解厄:174。勅水禁壇則可再分成「啟師啟聖」、「勅水禁壇」、「收禁命魔」、「五方結界」，是請靈寶六師、北極四聖降臨護衛法場，然後道長「勅水」肅清五方，以七星劍降服「命魔」，最後安鎮五方真文，以內安民心，外鎮社稷:175。
第二天的燃放水燈地點在西港大橋附近，共會放12座，以邀引水路孤魂野鬼受普拔渡:175。第三天的登臺拜表（登棚拜表）則是向玉皇大帝呈送表文的科儀，以祈求保佑醮域平安，並請求玉帝恩准開葷:176、177。得到玉帝恩准後，方能普渡與辦桌宴客:177。通誠正醮（勅符正醮）則是要借助三清道祖的靈力與醮典的功果，化在平安符與令旗上，以分送給相關人員與參與者護身安宅:178。

### 送王
送王的相關儀式，於3日香第三天便開始。午時宴王後，會到王船廠「點艙」，確認王船13艙的物品皆備齊:158。此外還有關五雷神燈、拍船醮（祭船）等科儀:180、181。拍船醮包含「淨船」、「解纜」、「添載點艙」、「唱班點將」、「開水路」，雖說是在送王前一晚舉行，但確切的時間是3日香第三天入廟香陣散去，送王日的凌晨3、4點左右:181。而在拍船醮之後，會迎請王爺與其兵將登船，中軍府、總趕公、廠官爺、王船媽祖等神明金身也會逐一請上船:187。
送王日時，王船長會將下錨用的大水缸傾倒潑地，表示潮水已到可以啟航:188。之後會以鋤頭劃地開水路，並滴灑清水表示潮水迎舟:188。王船則在眾人努力下，前往南海埔王船地:188。而在這路上，王船長等人員會拋灑金紙公民眾撿拾:194。此儀式據說本是向沿途的好兄弟借路，後來演變成灑金紙給民眾撿拾當作平安符:194。而在到了王船地後，王船會先豎起桅桿、掛起船帆，然後由五主會分頭點燃金紙，火化王船「遊天河」:196、198。
而在這之後，則是恭送青龍宮保生大帝與鹿耳門天后宮媽祖回廟，以及謝燈篙:200。

## 陣頭
西港香的文武陣頭與藝閣數量龐大，近代每科約維持在60陣左右，其中半數是當地庄頭自組自練，平均三個村鄉就擁有一陣:47。地方自組陣頭含蜈蚣陣在內，共有34陣:90。這些陣頭多半是在每科香醮要舉行前數個月才開始組團操練，先是在各自庄廟「入館」演練，之後到慶安宮「開館」（展示演練成果），到交陪庄頭、宮廟或捐款者家中「探館」（聯絡感情、表示謝意），最後在香醮結束後擇日「謝館」:90:48、49。
另外西港香的文武陣頭另一特色是有「腳巾分派」，是因師承、血緣、交陪等關係而結盟，並進一步發展而成之榮辱與共的歷史情感:120。西港香計有紅腳巾、黃腳巾、青腳巾、藍腳巾和（淺）綠腳巾等5種，後面三色又統稱為「青腳巾系統」:120:58。腳巾的顏色有區分敵我的用途，尤其是在「宋江系統武陣」中此一現象更為明顯:59。同腳巾者碰頭經常可見「恰陣」的情形，但不同腳巾者即使私交再好也不可任意「恰陣」（會被視為「背祖﹞），更嚴禁相互包圍、碰撞「傢俬」（會視為在挑釁、「咬陣」）:59。但隨著時代演變，此種壁壘分明的氛圍似乎有逐漸淡化:59。
| 宮廟                      | 陣頭               | 腳巾     | 創設年代       | 備註 |
| ------------------------- | ------------------ | -------- | -------------- | --- |
| 文陣                      |                    |          |                | |
| 西港仔街瓦厝內吉善堂      | 八家將             | 黃腳巾   | 1976年         | 西港仔街出錢，瓦厝內出人而共同組成:96。 |
| 南海埔境主公殿            | 水族陣（海反仔）   | 黃腳巾   | 1967年         | 過去南海埔北管解散後，由葉協進另組，以符合過去當地近海的歷史:96。 |
| 新港天后宮                | 水牛陣             | 黃腳巾   | 1982年         | 最初聘請學甲大灣的師傅傳授陣法，後來自行創新:98。是西港香唯一的鬥牛陣頭:98。 |
| 東港仔澤安宮              | 牛犁歌陣           |          | 1946年         | 到2012年只剩下2位藝師:98。 |
| 雙張廍保天宮              | 大鼓花陣（跳鼓陣） | 黃腳巾   | 1910年左右     | 曾乞從屏東學成後返鄉組成，是西港香最早的跳鼓陣:98。曾傳授到「下面厝」與「砂凹仔」，但前者於2003年中斷，後者於2006年中斷直到2012年恢復:98 |
| 劉厝聖帝宮                | 紡車輪             |          | 19世紀末       | |
| 東竹林保安宮              | 牛犁歌陣           | 紅腳巾   | 19世紀中葉     | 編有《東竹林保安宮牛犁歌譜》:100。 |
| 後營普護宮                | 天子門生           | 藍腳巾   | 1901年         | 當地也有「宋江陣」，是少數同時組文武陣頭的庄頭:100。 |
| 三五甲鎮山宮              | 八家將             |          | 1916年         | 蕭壠香壬子香科（1912年）後，黃水波、黃火山、林木（從母姓）三兄弟向麻豆林在學藝，之後組陣，為地藏王菩薩駕前護衛:102。 |
| 三五甲鎮山宮              | 文武郎君           |          | 1836年         | 三五甲蔡姓家族組成，又稱「榮昌堂文武郎君」:102。 |
| 港墘仔港興宮              | 天子門生           |          | 1874年         | |
| 竹橋、七十二份慶善宮      | 牛犁歌陣           | 綠腳巾   | 1856年         | 1997年、2000年兩科未出香，雇用職業陣頭，但因千歲爺不許而再重新組陣:104。 |
| 公地仔吉安宮              | 天子門生           |          | 1895年         | 原與義合、三股仔合組，1913年兩庄退出而由公地仔自組:104。1961年創下先例，招收女性成員擔任歌唱者。 |
| 七股市場南千宮            | 高蹺陣             |          | 1984年         | 主委黃金城聘請學甲中洲高蹺陣邱土側教授組團，但參加1985年、1988年兩科後中斷:106。1994年再組陣，但已非南千宮專屬:106。 |
| 海寮普陀寺                | 南管               |          | 1856年         | 原稱「南樂清和社」，為西港香宴王專屬樂團，也是西港香唯一南管團，且可入王府參禮:106。 |
| 海寮普陀寺                | 八美圖             |          | 1950年代       | |
| 公親寮清水寺              | 天子門生           |          | 19世紀末       | |
| 公塭仔萬安宮 溪埔寮安溪宮 | 蜈蚣陣             |          | 姑媽宮13庄時期 | 姑媽宮13庄時期由蚵殼港萬安宮組成，蚵殼港毀於大水後，一部分人在公塭仔重建萬安宮:108。另一些人遷到溪埔寮，於1977年建安溪宮:108。兩庄合組的蜈蚣陣最初是用肩扛，後來是裝輪推動:108。參與蜈蚣陣的「蜈蚣神童」採家族世襲制，代代相傳:108。1949年己丑科封為百足真人。 |
| 武陣                      |                    |          |                | |
| 烏竹林廣慈宮              | 金獅陣             | 紅腳巾   | 19世紀中葉     | 西港香最初的金獅陣，有「獅母」之稱，是千歲爺的開路先鋒:110。安南區溪南寮、七股區竹仔港、安定保安宮、麻豆區謝厝寮、學甲謝姓、高雄下茄萣仔金獅陣等等皆是烏竹林所傳授:110。                                                                                       |
| 八份姑媽宮                | 宋江陣             | 綠腳巾   | 1912年         | 相傳其八卦陣學自佳里番仔寮，「暗館」則是學自竹仔港:106。 |
| 大竹林汾陽殿              | 金獅陣             | 黃腳巾   | 1949年         | 以「獅旦」為特色:112。 |
| 大塭寮保安宮              | 五虎平西           | 黃腳巾   | 1946年         | |
| 檨仔林鳳安宮              | 宋江陣             | 紅腳巾   | 1820年         | |
| 後營普護宮                | 宋江陣             | 藍腳巾   | 1856年         | |
| 外渡頭中社仔厚德宮        | 宋江陣             | 黃腳巾   | 19世紀中葉     | |
| 南勢九龍殿                | 宋江陣             | 黃腳巾   | 19世紀中葉     | 原是蕭壠香一員（第16角），蕭壠香中斷後加入西港香，直到1947年:114。1981年時恢復組陣:114。 |
| 埔頂通興宮                | 宋江陣             | 藍腳巾   | 1946年         | |
| 塭仔內、蚶寮永昌宮        | 金獅陣             | 綠腳巾   | 1979年         | 1986年代表臺南縣參加臺中「第1屆臺灣省觀光節舞獅比賽」獲得冠軍獅王獎:116。 |
| 大寮龍安宮                | 宋江陣             | 黃腳巾   | 1983年         | |
| 竹仔港麻豆寮德安宮        | 金獅陣             | 綠腳巾   | 1924年         | |
| 樹子脚寶安宮                | 白鶴陣             | 淺綠腳巾 | 1928年         | |
| 新庄仔保安宮              | 宋江陣             | 紅腳巾   | 1920年         | |
| 管寮聖安宮                | 金獅陣             | 黃腳巾   | 1904年         | 西港香僅次於烏竹林的第2陣金獅陣，有「獅公」之稱:120。 |
| 溪南寮興安宮              | 金獅陣             | 紅腳巾   | 1946年         | |
| 本淵寮朝興宮              | 金獅陣             | 黃腳巾   | 1940年代       | 2009年首次在西港香出陣:120。 |
| 中港廣興宮 新市榮安宮     | 宋江陣             | 紅腳巾   |                | |

## 參與村鄉
以下所列為「96村鄉」時期的參與者:47─55:235─244：
| 庄頭                 | 廟宇                   | 所在區域     | 陣頭                 | 加入時間                 | 備註 |
| -------------------- | ---------------------- | ------------ | -------------------- | ------------------------ | --- |
| 西港仔街             | 慶安宮五角頭           | 西港區       | 吉善堂八家將         | 姑媽宮24庄時期           | 原有八家將、車鼓陣，今之八家將是1970年與瓦厝內合組:290。 |
| 瓦厝內               | 慶安宮五角頭           | 西港區       | 吉善堂八家將         | 姑媽宮24庄時期           | |
| 南海埔               | 慶安宮五角頭           | 西港區       | 水族陣               | 姑媽宮24庄時期           | 原組北管陣，1970年改組水族陣:290。 |
| 堀仔頭               | 慶安宮五角頭           | 西港區       |                      | 姑媽宮24庄時期           | 原有北管陣，日治時期消失:290。 |
| 茄苳腳               | 慶安宮五角頭           | 西港區       |                      | 姑媽宮24庄時期           | |
| 中州                 | 妙玄宮                 | 西港區       | 金獅陣               | 姑媽宮24庄時期           | |
| 檳榔林               |                        | 西港區       |                      | 姑媽宮24庄時期           | |
| 大竹林               | 汾陽殿                 | 西港區       | 金獅陣               | 姑媽宮36庄時期           | 原有北管陣，二次大戰後再組金獅陣與天子門生陣:290。1985年北管陣停組:290。 |
| 劉厝                 | 聖帝宮                 | 西港區       |                      | 姑媽宮36庄時期           | 聖帝宮原有北管陣與紡車輪:290，但1994年北管陣因後繼無人而解散:68。另劉厝三王壇曾有八家將:290。 |
| 蚶西港               | 開仙真宮               | 西港區       | 鼓花陣（跳鼓陣）:290 | 姑媽宮36庄時期           | |
| 中社仔               |                        | 西港區       |                      | 約在清末                 | |
| 中港                 | 廣興宮                 | 西港區       |                      | 姑媽宮24庄時期           | |
| 東港仔               | 澤安宮                 | 西港區       |                      | 姑媽宮24庄時期           | |
| 溪埔寮仔             |                        | 西港區       |                      | 姑媽宮24庄時期           | |
| 新港                 | 天后宮                 | 西港區       | 水牛陣               | 姑媽宮36庄時期           | |
| 溪埔寮               | 安溪宮                 | 西港區       | 蜈蚣陣               | 1964年                   | 1914年「蚵殼港」毀於大水，後來原址又形成「溪埔寮」:290。其蜈蚣陣與公塭仔合組:291。 |
| 大塭寮               | 保安宮                 | 西港區       | 五虎平西             | 姑媽宮36庄時期           | |
| 雙張廍               | 保天宮                 | 西港區       | 鼓花陣               | 姑媽宮13庄時期           | |
| 下面厝               | 慈聖宮                 | 西港區       |                      | 姑媽宮13庄時期           | |
| 烏竹林               | 廣慈宮                 | 西港區       | 金獅陣               | 姑媽宮13庄時期           | 其金獅陣是西港香歷史最久者:291 |
| 八份                 | 姑媽宮                 | 西港區       | 宋江陣               | 姑媽宮13庄時期           | 最早主辦 |
| 東竹林               | 保安宮                 | 西港區       | 牛犁歌陣             | 姑媽宮13庄時期           | |
| 中周寮               |                        | 西港區       |                      | 日治初期                 | |
| 三合寮               | 三安宮                 | 西港區       |                      | 清末                     | |
| 檨仔林               | 鳳安宮                 | 西港區       | 宋江陣               | 姑媽宮13庄時期           | |
| 太西                 | 北極殿                 | 西港區       |                      | 姑媽宮36庄時期           | 1928年翻筏事件（反棑事件）後中斷參與，1982年新廟落成後才再次參與:292:34。 |
| 後營                 | 普護宮                 | 西港區       | 宋江陣、天子門生陣   | 姑媽宮13庄時期           | |
| 後營                 | 周文王聖殿             | 西港區       |                      | 1994年                   | 因路過而加入 |
| 後營                 | 慈鳳宮                 | 西港區       |                      | 1994年                   | 原本和後營普護宮一起出香，1993年自購神轎後才單獨出香:47。 |
| 後營                 | 天武宮                 | 西港區       |                      | 1994年                   | 因路過而加入 |
| 施寮仔、中社仔       |                        | 西港區       |                      | 清末加入                 | |
| 砂凹仔               | 金安宮                 | 西港區       |                      | 清末加入                 | |
| 新寮仔               | 新安宮                 | 西港區       |                      | 清末加入                 | |
| 學甲寮仔             | 進興宮                 | 西港區       |                      | 清末加入                 | |
| 下宅仔               | 進興宮                 | 西港區       |                      | 姑媽宮13庄時期           | |
| 外渡頭               | 厚德宮                 | 佳里區       | 宋江陣               | 姑媽宮36庄時期           | 與西港區中社仔合陣:49。 |
| 塭仔內、蚶寮         | 永昌宮                 | 佳里區       | 金獅陣               | 清末                     | |
| 蚶寮                 | 福安宮                 | 佳里區       |                      | 清末                     | |
| 埔頂                 | 通興宮                 | 佳里區       | 宋江陣               | 清末                     | |
| 港墘仔               | 港興宮                 | 佳里區       | 天子門生陣           | 清末                     | |
| 東勢寮仔             | 通聖宮                 | 佳里區       |                      | 2000年                   | 東勢寮仔供奉的王府三千歲在未建廟前與埔頂通興宮合轎出香，2000年新廟落成後獨立出轎:49 |
| 南勢                 | 九龍殿                 | 佳里區       | 宋江陣               | 日治初期                 | 因蕭壟香停辦而加入:49 |
| 南勢                 | 慈聖宮                 | 佳里區       |                      | 2000年                   | |
| 三五甲               | 鎮山宮                 | 佳里區       | 八家將、文武郎君     | 日治初期                 | 因蕭壟香停辦而加入:49 |
| 溪仔底               | 青龍宮                 | 佳里區       |                      | 1950年代                 | 該廟前身是「土庫青龍宮」，是「姑媽宮13庄時期」加入的村鄉:49。該廟保生大帝為西港香千歲爺的隨陣醫生，地位特殊:49。然而日治時期土庫敗庄，青龍宮在1926年傾倒，保生大帝寄祀於慶安宮內:49。原土庫居民到「三五甲」西邊定居，重建青龍宮後才迎回保生大帝:49。 |
| 頂看坪               | 福安宮                 | 七股區       |                      | 慶安宮72庄時期（1901年） | |
| 下看坪（股尾仔）     | 境安宮                 | 七股區       |                      | 慶安宮72庄時期（1901年） | 下看坪境安宮因為沒有自己的神轎、涼傘、鑼鼓，所以出香的三尊神明是分別搭乘不同交陪廟神轎出香:51。大境主是和塭仔內永昌宮出香，二境主則是和頂看坪福安宮出香，黃府元帥（1963年增祀）則與蚶寮角福安宮出香:51。                                             |
| 西北寮仔             |                        | 七股區       |                      | 1991年                   | |
| 十一份仔             | 文昌殿                 | 七股區       |                      | 2012年                   | 原本與頂看坪、西北寮仔共祀頂看坪福安宮，2012年建立庄廟文昌殿後獨立出香:51。 |
| 七股市場             | 南千宮                 | 七股區       | 高蹺陣               | 1991年                   | |
| 鹽埕地仔             | 永興宮                 | 七股區       |                      | 日治初期                 | |
| 三合仔               | 佛龍宮                 | 七股區       |                      | 日治初期                 | |
| 番仔塭               | 隆明宮                 | 七股區       |                      | 日治初期                 | |
| 大寮                 | 龍安宮                 | 七股區       | 宋江陣               | 清末                     | |
| 竹仔港               | 德安宮                 | 七股區       | 金獅陣               | 清末                     | |
| 麻豆寮               |                        | 七股區       |                      | 清末                     | |
| 南爿社仔             |                        | 七股區       |                      |                          | |
| 下竹仔港（黃姓）     | 代天宮                 | 七股區       |                      | 2006年                   | |
| 樹仔腳               | 寶安宮                 | 七股區       | 白鶴陣               | 清末                     | 位在樹仔腳與塭仔內之間，大多為黃姓:51。居民在信仰與參與刈香分成兩部分，各依樹仔腳寶安宮與塭仔內永昌宮:51。 |
| 林投內               |                        | 七股區       | 白鶴陣               | 清末                     | |
| 頂義合               | 保安宮                 | 七股區       |                      | 慶安宮72庄時期（1901年） | |
| 下義合               | 保興宮                 | 七股區       |                      | 慶安宮72庄時期（1901年） | 日治初期頂義合、下義合、北槺寮仔、三百二十萬、公地仔5庄原本合轎參加西港香，後來陸續分出獨立出轎，但頂義合與下義合仍維持合轎:51。神轎平常放在下義合保興宮，維修費用由兩庄分擔:51。                                                                    |
| 北槺寮仔             | 玉安宮                 | 七股區       |                      | 慶安宮72庄時期（1901年） | |
| 竹橋                 | 慶善宮                 | 七股區       | 牛犁陣歌             | 清末                     | 慶善宮東邊為「七十二份角」（黃姓為主），西邊是「竹橋角」（張姓為主）:53。 |
| 七十二份             | 慶善宮                 | 七股區       | 牛犁陣歌             | 清末                     | 慶善宮東邊為「七十二份角」（黃姓為主），西邊是「竹橋角」（張姓為主）:53。 |
| 五塊寮仔             | 聖護宮                 | 七股區       |                      | 1964年                   | |
| 新吉庄仔             | 唐明殿                 | 七股區       |                      |                          | |
| 金德風               | 正王府                 | 七股區       |                      |                          | |
| 九塊厝仔             | 神帝府                 | 七股區       |                      | 1994年                   | 1994年建神帝府後加入:53。 |
| 三股仔               | 龍德宮                 | 七股區       |                      | 慶安宮72庄時期（1901年） | |
| 公地仔               | 吉安宮                 | 七股區       | 天子門生陣           | 慶安宮72庄時期（1901年） | |
| 三百二十萬           | 三和宮                 | 七股區       |                      | 慶安宮72庄時期（1901年） | |
| 新庄仔               | 保安宮                 | 安定區       | 宋江陣               | 清末                     | |
| 海寮                 | 普陀寺                 | 安定區       | 南管、八美圖         | 姑媽宮36庄時期           | |
| 管仔寮               | 聖安宮                 | 安定區       | 金獅陣               | 姑媽宮13庄時期           | |
| 中洲寮               | 保安宮                 | 安南區       | 宋江陣               | 1985年                   | 1985年因「旗牌官」為本庄人而加入:53。 |
| 新寮                 | 鎮安宮                 | 安南區       |                      | 1964年                   | 因西港香路過而加入:53。 |
| 十二佃               | 榕王武聖宮、南天宮     | 安南區       | 宋江陣               | 1964年                   | 因西港香路過而加入:53。 |
| 本淵寮               | 朝興宮                 | 安南區       | 金獅陣               | 1964年                   | 因西港香路過而加入:53。 |
| 媽祖宮               | 天后宮                 | 安南區       |                      | 1964年                   | 因西港香到此請媽祖而加入:53。 |
| 新十二佃             | 龍安宮                 | 安南區       |                      | 1964年                   | 因西港香路過而加入，與溪南寮合轎:53。 |
| 溪南寮               | 興安宮                 | 安南區       | 金獅陣               | 慶安宮72庄時期（1901年） | |
| 公塭仔               | 萬安宮                 | 安南區       | 蜈蚣陣               | 姑媽宮24庄時期           | 蚵殼港五角頭之一:53。 |
| 學甲寮               | 慈興宮                 | 安南區       | 宋江陣               | 慶安宮72庄時期（1901年） | |
| 十份塭仔             | 清安宮                 | 安南區       |                      | 慶安宮72庄時期（1901年） | |
| 公親寮               | 清水寺                 | 安南區       | 天子門生陣           | 1927年                   | |
| 外塭仔               | 和濟宮、崇聖宮、興護宮 | 安南區       |                      | 1988年                   | 因西港香請媽祖路過而加入，1997年因影響學生上課改為南巡廟:55。之後有要求恢復請媽祖日的繞巡因西港香路過而加入:55。 |
| 府城（公園路）       | 慈雲寺                 | 北區         |                      |                          | 南巡廟，大竹林郭萬裕姻親所崇祀，並由他牽線:55。 |
| 府城（青年路）       | 府城隍廟               | 中西區       |                      |                          | 南巡廟，南海埔境主公祖廟:55。 |
| 府城（開元路）       | 勝安宮                 | 北區         |                      |                          | 南巡廟，原主委與慶安宮前會長黃圖交好:55。 |
| 府城（逢甲路）       | 慶福堂                 | 南區         |                      |                          | 南巡廟，主神盧府千歲（王令）分祀自慶安宮:55。 |
| 府城（新孝路觀光城） | 弘安宮                 | 南區         |                      |                          | 南巡廟，主祀吳府千歲，是七股鹽埕地仔人所建:55。 |
| 府城（大港寮）       | 大興宮                 | 北區         |                      |                          | 南巡廟，主祀謝府元帥，分祀自佳里區外渡頭:55。 |
| 土庫                 | 興安宮                 | 仁德區       |                      |                          | 南巡廟，主神溫府千歲分祀自七股鹽埕地仔永興宮:55。 |
| 移民寮仔             | 榮安宮                 | 新市區       |                      |                          | 南巡廟，主神梁府千歲分祀自七十二份慶善宮:55。 |
| 竹仔門               | 七顯寶寺               | 高雄市仁武區 |                      |                          | 主祀楊府太師，分祀自海寮普陀寺:55。 |
| 車頭寮               | 代天府                 | 高雄市楠梓區 |                      |                          | 主神三境主是1950年代分祀自南海埔:55。 |

### 已退出
以下列出曾參與過西港香，但因為聚落消失或其他緣故退出的村鄉:57：
| 庄頭             | 廟宇                       | 所在區域 | 退出時間   | 備註 |
| ---------------- | -------------------------- | -------- | ---------- | --- |
| 蘆竹崙           |                            | 西港區   | 1887年     | 聚落因曾文溪改道毀於洪水，遷庄到今安定區新庄仔:57。 |
| 蚵殼港           |                            | 西港區   | 1914年     | 聚落毀於曾文溪大水，後來遷到西港區「溪埔寮仔」、安南區「公塭仔」:57。是蜈蚣陣組陣庄頭:57。 |
| 土庫庄（頭庫庄） |                            | 西港區   | 日治初期   | 因為瘟疫而廢庄，後來部分居民遷居佳里區三五甲，1991年新建青龍宮:57 |
| 打鐵庄           |                            | 西港區   | 日治初期   | 因為瘟疫而廢庄:57 |
| 許厝庄           |                            | 西港區   |            | |
| 田仔內（田仔墘） |                            | 西港區   |            | |
| 福安庄（新福庄） |                            | 西港區   |            | |
| 謝厝寮仔         |                            | 西港區   |            | |
| 芋寮庄           |                            | 西港區   |            | |
| 沙塵仔庄         |                            | 西港區   |            | |
| 荔枝林           |                            | 西港區   | 二次大戰後 | 因人少而廢庄:57。 |
| 元第一角         | 佳里吉和堂                 | 佳里區   |            | 僅1964年甲辰香科，蕭瓏香八家將。 |
| 三五甲           | 北極玄天宮                 | 佳里區   |            | 1997年起連續參加3科，之後退出:57。 |
| 瀨東場           |                            | 佳里區   | 19世紀     | 毀於洪水，1818年在北門井仔腳重建:57。 |
| 洲北場           |                            | 七股區   | 1845年     | 毀於洪水，1848年在北門嶼重建:57。 |
| 土城仔           | 保安宮（正統鹿耳門聖母廟） | 安南區   | 1958年     | 1961年主辦首科土城香:57。 |
| 砂崙腳           | 清聖宮                     | 安南區   | 1958年     | 土城香八家將:57。 |
| 虎尾寮           |                            | 安南區   | 1958年     | 土城香宋江陣:57。 |
| 鄭仔寮           |                            | 安南區   | 1958年     | 土城香跳鼓陣 |
| 青草崙           | 紫金宮                     | 安南區   | 1958年     | 土城香蜈蚣陣:57。 |
| 中州角           | 保洲宮                     | 安南區   | 1958年     | 土城香牛犁陣:57。 |
| 郭岑寮           | 岑聖宮                     | 安南區   | 1958年     | 土城香金獅陣:57。 |
| 蚵寮角           |                            | 安南區   | 1958年     | 土城香白鶴陣:57。 |
| 府城（成功路）   | 玉皇宮                     | 北區     |            | 原為南巡廟，2003年起連3科，之後因「接待不熱忱」而中斷:57。一說是開基玉皇宮透過陳榮盛道長居中聯繫，慶安宮遂在南巡中加入「覆旨」行程，貼出「玉皇宮覆旨」的香條，歷經2003、2006、2009年三科後圓滿:23。 |

## 其他

### 轎號
南巡前一個月會抽轎號，以讓香陣順暢:132。而轎號是從第7號抽起，逢4跳過，因為1到6號是固定的不用抽:132。另外還有特殊的「特號」，給合組蜈蚣陣的公塭仔萬安宮、溪埔寮安溪宮兩廟，以及佳里青龍宮、鹿耳門天后宮、本淵寮朝興宮使用:132。而出任「副帥」的宮廟，依俗也不用編轎號:132。
過去「副帥」一職長期為郭姓「頂下寮」（大竹林汾陽殿、大塭寮保安宮）出任，直到1979年樹仔腳寶安宮有意擔任，引發紛爭:133。1982年以抽籤決定，由鹽埕地仔永興宮擔任，直到1991年:133。後來永興宮不願再擔任副帥，慶安宮有意商請頂下寮再回任但被婉拒，於是改請樹仔腳出任:133。1994年，樹仔腳寶安宮便聯合七十二份慶善宮、溪南寮興安宮合轎接任副帥，之後2000年加入塭仔內蚶寮永昌宮，2003年加入埔頂通興宮:133。2006年有加入分祀自埔頂的中港廣興宮，以及分祀自七十二份的移民寮仔榮安宮:133。而從1994年開始，便有不成文規定，說除非「三王二佛」（樹仔腳康府千歲、七十二份梁府千歲、溪南寮普庵祖師、塭仔內蚶寮池府千歲、埔頂楊府太師）放棄駕前副帥，不然各村鄉不能有異議:133。
| 固定轎號 | 固定轎號           | 固定轎號                                                                                       |
| -------- | ------------------ | ---------------------------------------------------------------------------------------------- |
| 轎號     | 宮廟               | 緣故                                                                                           |
| 1        | 烏竹林廣慈宮       | 主神謝府元帥是「開路先鋒」:132。                                                               |
| 2        | 海寮普陀寺         | 主神楊府太師是「左先鋒」:132。另有「2之1號轎」的大港寮大興宮，因為未領有旨令而與海寮合轎:132。 |
| 3        | 仁武竹仔門七顯寶寺 | 主神楊府太師分祀自海寮普陀寺，是「右先鋒」:132。                                               |
| 5        | 三五甲鎮山宮       | 榮封地藏王菩薩膺任「刀兵教主」                                                                 |
| 6        | 八份姑媽宮         | 西港香前主辦廟:132。                                                                           |

### 俗諺
- 西港仔香若刈煞，番薯就毋免摖：據說是日治時期開始流傳的俗諺，「摖」是削的意思[8]:123。意思是說等到西港香結束後，時間也來到梅雨季，不適合曬削好的番薯籤了[8]:123。
- 西港仔香弄動鏗，蕭壠做戲無路用：是指西港香與蕭壠香相比之下，西港香的名氣與盛況比蕭壠香大[8]:123。這可能是因為蕭壠香曾中斷一段時間，改成神明誕辰時「做戲」慶賀[8]:123。此外又有「西港仔刈飽香」的說法，指西港香香陣遶境時家家戶戶都會辦桌宴請親友，各庄頭也會準備點心供香客食用[8]:123。相較之下，蕭壠香各庄頭準備點心較沒那麼豐盛，停止刈香後也只有「做戲」而少有「辦桌請人客」，所以人潮都被有提供豐富點心的西港香吸引過去[8]:123。

## 外部連結
- 西港慶安宮
- 西港玉勅慶安宮-刈香、遶境、王船醮
- 西港慶安宮 （页面存档备份，存于）